# Michael Poettoz
Michael Poettoz, né le 21 août 1998 à Cali, est un skieur alpin colombien. Il a participé aux Jeux olympiques de la jeunesse d'hiver de 2016 et aux Jeux olympiques d'hiver de 2018.

## Biographie
En 2018, alors âgé de 19 ans, Poettoz se qualifie pour ses premiers Jeux olympiques à Pyeongchang, pour se classer notamment 37e du slalom, après une sortie de piste en slalom géant.

## Palmarès

### Jeux olympiques
| Épreuve / Édition   | Slalom géant | Slalom |
| ------------------- | ------------ | ------ |
| JO 2018 Pyeongchang | Abandon      | 37e    |
| JO 2022 Pékin       |              |        |

### Championnats du monde
| Épreuve / Édition               | Slalom géant | Slalom  |
| ------------------------------- | ------------ | ------- |
| Mondiaux 2017 Saint-Moritz      | 53e          | 53e     |
| Mondiaux 2019 Åre               | 48e          | 44e     |
| Mondiaux 2021 Cortina d'Ampezzo | Abandon      | Abandon |